# Пордоселена
Пордоселена (др.-греч. Πορδοσελήνη) или Пороселена (Ποροσελήνη) — остров с одноимённым городом в Эолиде, в северо-западной Малой Азии, в группе островов Гекатоннесы (ныне Моско) в южной части входа в Адрамитский залив Эгейского моря напротив Лесбоса. Под названием «Пордоселена» упоминается в «Перипле обитаемого моря» и Аристотелем. После неудачного похода Ксеркса примкнул к Делосскому союзу. Пордоселена упоминается в списке дани Афинам за 422/421 год до н. э. Пордоселена чеканила серебряные и бронзовые монеты, сохранились монеты V и IV веков до н. э. Корень πορδ- имеет по-гречески непристойное значение (πορδή — кишечные газы). Страбон сообщает, чтобы избежать неблагозвучия имени следует произносить «Пороселена». Под названием «Пороселена» упоминается Птомелеем, Плинием и Элианом. Позднее название изменено на Проселена (Προσελήνη). Флоренций, епископ Тенедоса, Лесбоса, Проселены и Эгейских островов участвовал в Халкидонском соборе.
Пордоселена и остров, описанный Страбоном как «другой остров, больше её и одноименный с ней; остров необитаем, но на нём находится храм, посвященный Аполлону», отождествляются с турецкими островами Маден и Алибей напротив города Айвалык в иле Балыкесир.